# Імператор Ґо-Сіракава

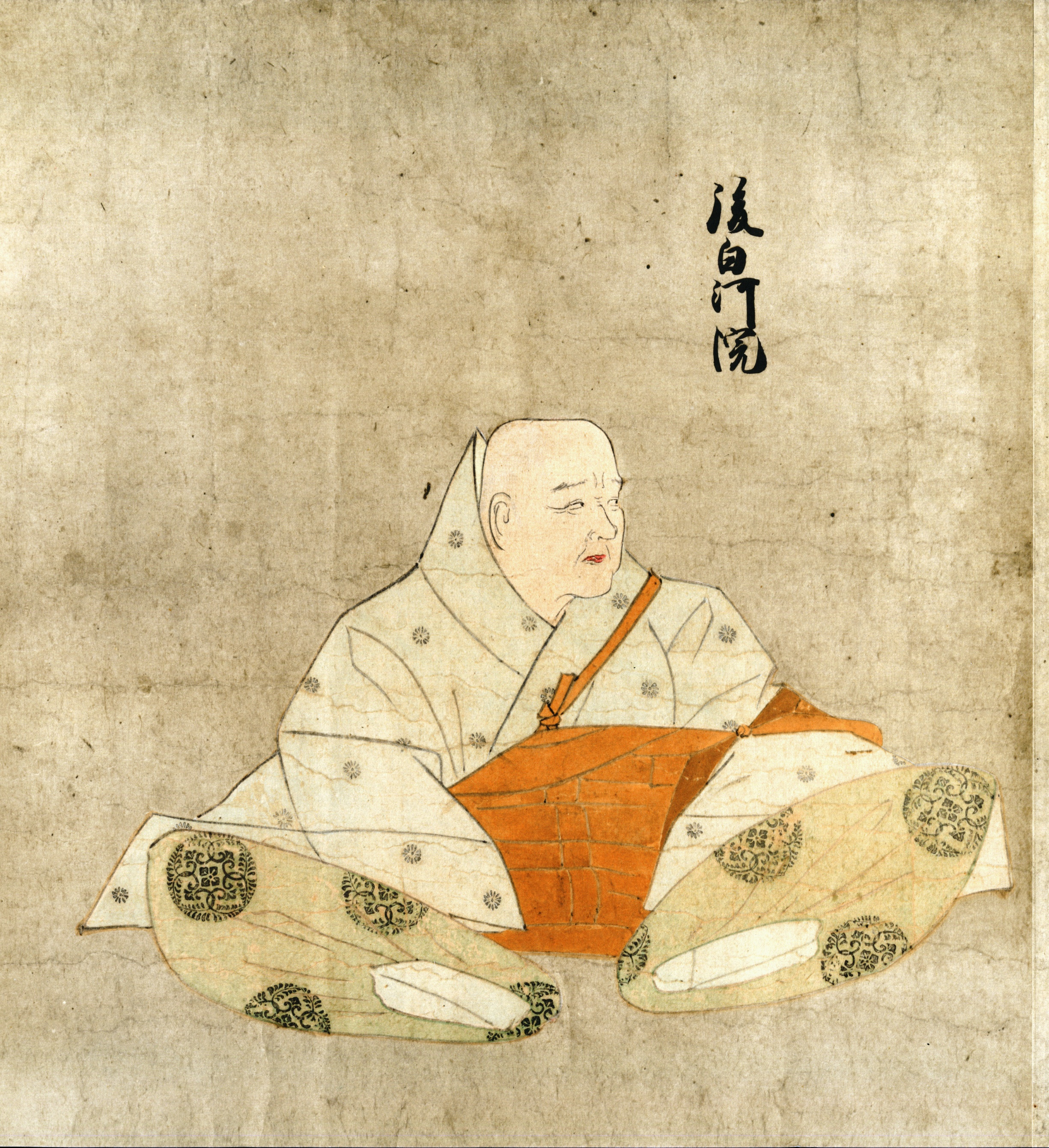
Імператор Ґо-Сіракава

Імператор Ґо-Сірака́ва (яп. 後白河天皇, ごしらかわてんのう, ґо-сіракава тенно; 18 жовтня 1127 — 26 квітня 1192) — 77-й Імператор Японії, синтоїстське божество. Роки правління: 23 серпня 1155 — 5 вересня 1158. Син імператора Тоба та Фудзівара но Тамако. Ім'я перекладається як Пізній Сіракава, тому вчені його іноді рахують як Сіракава II.
Замолоду звався принц Масахіто. 1139 року провів гемпуку (церемонію повноліття). У 1155 році раптово помер його зведений брат — імператор Коное. За трон боролися принц Сіґехіто, син імператора Сутоку та принц Моріхіто, син принца Масахіто. Було вирішено, що принц Моріхіто стане ченцем у храмі Ніннадзі, а Сіґехіто зійде на трон. Однак знайшлося багато противників такого рішення. У результаті імператором став Масахіто під іменем Ґо-Сіракава, не бувши офіційним спадкоємцем. Натомість принц Моріхіто став спадкоємцем трону. 
Втім верховний імператор Тоба планував зберігати фактичну владу, але наступного захворів й помер. Це викликало намір відставного імператора Сутоку повернутися на трон чи стати верховним імператором. В цьому намірі той спирався на підтримку Фудзівара но Йорінаґи, Мінамото но Тамейосі та Тайра но Тадамаси. А Ґо-Сірака́ва отримав підтримку Фудзівара но Тадаміті, Мінамото но Йосітомо і Тайри но Кійоморі. У вирішальній битві біля імператорського палацу підвладні Ґо-Сірака́ві здобули перемогу.
Невдовзі опинився у складній ситуації, оскільки стикнувся зі зростаючою політичною вагою кланів тайра та Мінамото. Фудзівара но Тадаміті 1158 року склав з себе повноваження кампаку, яку передав синові Коное Мотодзане. За цим зрікся трону й Ґо-Сіракава, плануючи продожити практику інсей. Новим імператором став принц Моріхіто, відомий як імператор Нідзьо. Верховний імператор перетворив володіння, конфісковані у Фудзівара но Йорінаґи, на володіння Ґоїн і використовував їх як свою економічну базу.
Амбіціям Ґо-Сіракави протистояв Фудзівара но Мітінорі (з Південних Фудзівара), що спирався на підтримку імператориці-удовиці Фудзівара но Наріко. Втім у справу втрутився Фудзівара но Нобуйорі (з Північних Фудзівара) забажав відновити впливу свого роду, повставши 1159 року проти Мітінорі. Його підтримав Мінамото но Йосітомо, плануючи знищити суперника Тайра но Кійоморі. У бойових діях в столиці в столиці перемогу спочатку здобули заколотники, які знищили значну частину Південних Фудзівара та арештували Ґо-Сіракаву. Втім зрештою виступ було придушено Тайра но Кійоморі, який за загибелі лідерів Південних Фудзівара перебрав їх владу, встановивши власну диктатуру.
1160 року обрав своєю базою монастир Ходзюдзі, який для цього звів. Але 1162 року його було відсторонено від політичних справ. Тоді Ґо-Сіракава занурився у релігійні питання, здійснюючи регулярні паломництва до синтоїстських святилищ. 1164 року зайого наказом було зведено монастир Сандзюсанґен, якому було подаровано сьоени. Це викликало невдаволення імператора Нідзьо, але той 1165 року захворів, після чого зрікся трону на користь свого сина — принца Нобухіто (став відомий як імператор Рокудзьо). Втім останній під тиском Тайра но Кійоморі зрікся трону на користь принца Норіхіто, що став знаний як імператор Такакура. 1169 року Ґо-Сіракава став буддійським ченцем під ім'ям Гьосін, втім не змирившись з неможливість відновити колишную владу та політичний вплив верховних імператорів. Разом з тим погіршилися його стосунки з монастирем Енрякудзі
У 1170 році після інцидент біля палацу Ходжудзі: сессьо (регента) Фудзівара но Мотофусу разом з охороною не пустив Тайра но Сукеморі (онук Тайра но Кійоморі), Ґо-Сіракава вступив в союз з родом Мінамото проти роду Тайра. 1173 року таємно підтримав виступив загонів ченців-вояків Кофукудзі проти Енрякудзі, але у відповідь загони Тайра, що були союзниками останнього, спалили Кофукудзі. 1177 року верховний імператор організував змову проти Тайра (відома як смута Сісіґатані), яка закінчилася невдачею. 1179 року Тайра но Кійоморі арештував Ґо-Сіракаву за підготовку чергової змови проти нього. Але здобув часткову свободу вже наступного року після сходження на трону імператора Антоку, при цьому вимушен був разом з імператорським двором перебратися до нової столиці Фукухара-кьо біля порту Овада но томарі.
1180 року підтримав повстання Мінамото проти Тайра. У відповідь Тайра но Кійоморі ув'язнив Ґо-Сіракаву. Останнього 1183 року звільнив Мінамото-но Йосінака, за що отримав від верховного імператора титул сьогуна. Разом з тим новим імператором було оголошено онука Ґо-Сіракави — принца Такіхіру (став відомий як імператор Ґо-Тоба). Але всевладдя Йосінаки не сподобалося Ґо-Сіракави, який звернувся до іншого представника клана — Мінамото-но Йорітомо, війьска якого захопили столицю.
Але поразка клану Тайра 1185 року не дозволило верховному імператорові досягти бажаного — відновити владу над державою. 1186 року змусив Коное Мотоміті з посади сессьо (регента), що продумонструвала владу Мінамото над Ґо-Сіравою, який підтрмиував Коное. 1188 року відносини з Мінамото но Йорітомо дещо налагодилися. Зрештою 1192 року Ґо-Сіракава також вимушен був погодитися на надання Мінамото-но Йорітомо посади сьогуна. Того ж року верховний імператор помер.

## Особисте життя
Його коханцем був Фудзівара но Нобуйорі, завдяки чому отримував високі посади.